# Papelón (Venezuela)
Pour les articles homonymes, voir Papelon.
Papelón est le chef-lieu de la municipalité de Papelón dans l'État de Portuguesa au Venezuela. Autour de la ville s'articule la division territoriale et statistique de Capitale Papelón.